# Капитан Керн (эсминец)
«Капитан Керн», с 31 марта 1925 года «Рыков», с 13 февраля 1937 года «Валериан Куйбышев» — эскадренный миноносец типа «Лейтенант Ильин» (вторая серия эсминцев типа «Новик»). Построен по программе усиленного судостроения (т. н. большая судостроительная программа).

## История службы
Зачислен в списки судов БФ 29 августа 1913 года, заложен 21 ноября 1913 год, спущен на воду 14 августа 1915 года, но строительство вскоре было приостановлено, а корабль законсервирован. Название было дано в память капитана 2 ранга Г. Ф. Керна, командира эсминца «Громкий», погибшего в Цусимском сражении. Работы по достройке возобновились только с 10 декабря 1924 года. Окончательно эсминец вошёл в строй МСБМ 15 октября 1927 года.  31 марта 1925 года эсминец переименован в «Рыков» в честь  Алексея Рыкова, в 1937 году после ареста Рыкова эсминец назван «Валериан Куйбышев» в честь В. К. Куйбышева.

### Служба между войнами, Зимняя война

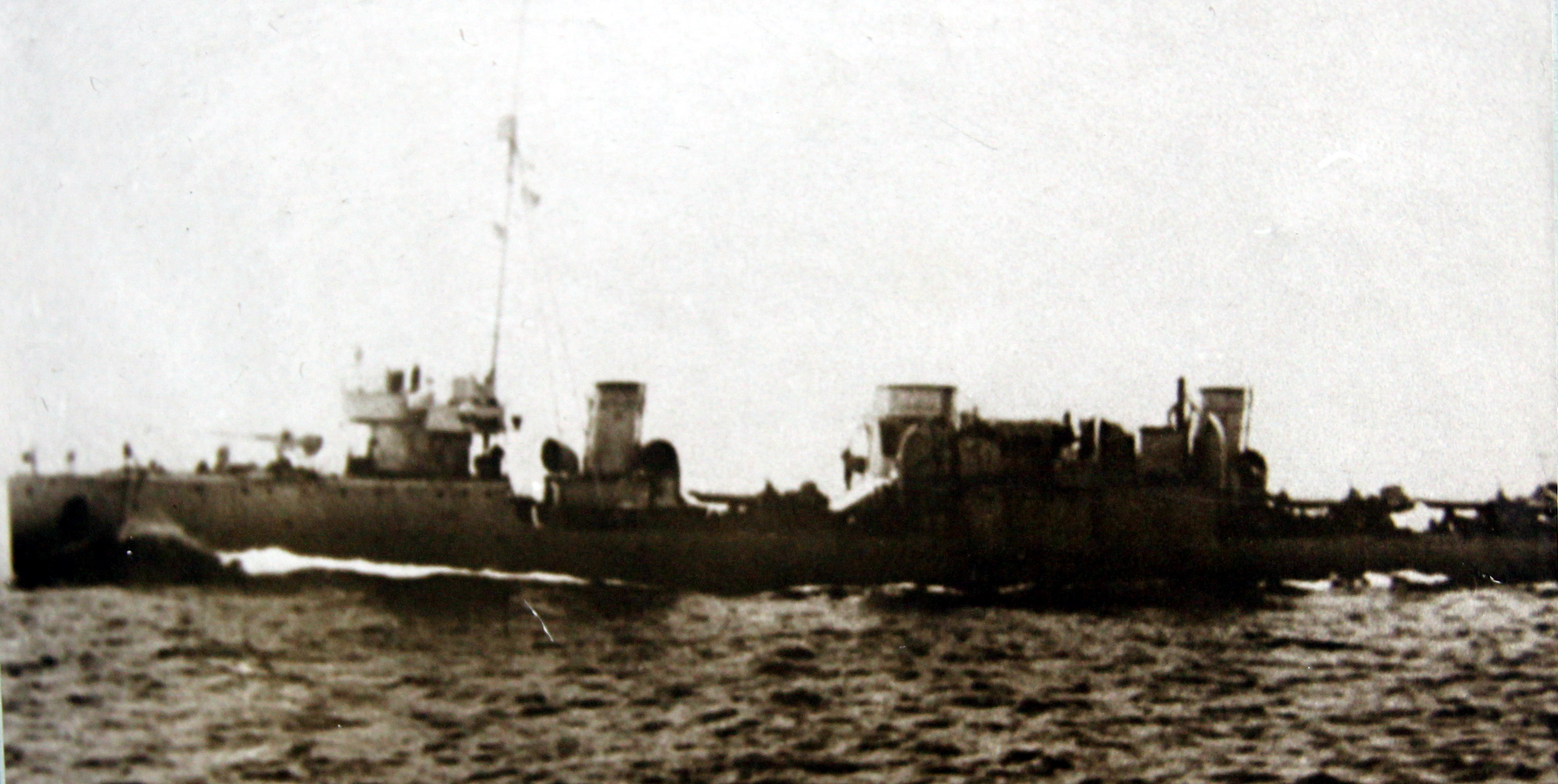
Эсминец «Куйбышев» прибыл на Северный флот. 1933 год

С 18 по 23 августа 1929 года участвовал в походе кораблей МСБМ в порты Германии и Литвы — сам «Рыков» совместно с «Лениным» посетил Пиллау. С 18 мая по 5 августа 1933 года в составе ЭОН-1 (вместе с эсминцем «Урицкий») перешёл по Беломорско-Балтийскому каналу на Север и вошёл в состав Северной военной флотилии (в составе отдельного дивизиона эскадренных миноносцев СВФ). В 1938 году прошёл капитальный ремонт на заводе «Красная кузница» в Архангельске. 30 ноября — 1 декабря 1939 года «Куйбышев» совместно с «Грозным» осуществляли прикрытие операции по занятию Петсамо (единственная операция эсминца в этой войне).

### Великая Отечественная война
На начало войны организационно входил в состав 1-го ОДЭМ (вместе с «Урицким» и «Карлом Либкнехтом». 23 июня в 2:42 по ошибке обстрелял свои самолёты — бомбардировщики СБ. В конце июня — начале июля оказывал огневую поддержку войскам 14-й армии и конвоировал транспорты с войсками в Мотовский залив и губу Титовка. 30 июня при выполнении огневой поддержки совместно с ЭМ «Урицкий» был атакован 16-ю Ju-88 и в течение двух часов отбивал атаки. В итоге эсминцы повреждений не получили, ранено осколками 5 моряков. 13 июля  (совместно с «Урицким», «Громким», «Гремящим» и «Стремительным») безуспешно пытался перехватить немецкие ЭМ, которые потопили сторожевые корабли «Пассат» и РТ-67. 4 августа встретил и сопроводил до Полярного британскую ПЛ Tigris. 14 августа выставил мины в губе Зубовская. В течение 25 августа совместно с «Урицким» осуществлял охранение плавбазы «Мария Ульянова» после попадания в неё торпеды с U-571 и отражал налёты вражеской авиации. 9 сентября участвовал в отражении налёта вражеской авиации на Иоканьгу. С 4 по 12 октября проходил докование в Лайском сухом доке. 14 октября перешёл в Молотовск, где на корабль была установлена размагничивающая обмотка ЛФТИ. Ремонт закончился 21 ноября, но из-за сложной ледовой обстановки эсминец только при помощи ледокола смог покинуть Белое море.
С 17 января по 4 февраля 1942 года «Куйбышев» стоял в доке, где на него была установлена ледовая обшивка. 23 февраля при конвоировании конвоя в районе о. Вешняк — Терско-Орловский в правом параване на расстоянии 7—10 м в районе 50—60 шппангоутов взорвалась мина. В результате «контузии» получили повреждения и вышли из строя вспомогательные механизмы, гирокомпас и магнитные компасы, орудие № 1и ТА № 1. Просели фундаменты трёх котлов (№ 1, 2 и 3). Были разрушения в офицерских каютах и в кают-кампании. Но экипаж после устранения повреждений продолжал выполнение боевой задачи. В итоге с 4 марта по 3 мая корабль стоял в ремонте на заводе «Севморпути» (СРЗ-35) в Росте.
27 мая в 19:00 отряд эсминцев в составе «Куйбышева», «Грозного» и «Сокрушительного» вышли на усиление конвоя PQ-16. 28 мая корабли встретили конвой и заняли свои места в ордере. В течение 30 мая корабли охранения отражали налёты Люфтваффе. Эсминец по данным радиопереговоров был направлен на поиски сбитого в бою командира полка Дважды Героя Советского Союза Бориса Сафонова, но после двухчасовых поисков лётчика не обнаружил. По прибытии в базу вновь встал на ремонт.
8 июля вышел на поиски каравана PQ-17. 10 июля при возвращении атакован авиацией противника, но повреждений не получил. Вечером 10 июля после дозаправки топливом вновь вышел в море с той же задачей. Кораблями — в отряд входили также эсминцы «Урицкий» и «Грозный» — был обследован район от м. Святой Нос до 72-й параллели и от м. Канин Нос до Новой Земли. 12 июля эсминец обнаружил 4 пустые шлюпки. Только 22 июля после прохождения м. Канин Нос ими были обнаружены 5 британских и один советский транспорты, которые были отконвоированы до Соломбальского рейда. 17—19 сентября входил в состав охранения конвоя PQ-18. В районе м. Канин Нос в течение двух часов отражал налёт немецкой авиации. 3 октября совместно с СКР «Гроза» вышли к проливу Югорский Шар. 4 октября под ударами волн у эсминца сорвало ледовую обшивку и была повреждена противоминная обмотка. 10 октября в проливе Югорский Шар отряд встретил ЭОН-18 (лидер «Баку» и эсминцы «Разумный» и «Разъярённый»), прибывший по Северному морскому пути с Дальнего Востока.
20—24 ноября оказывал помощь аварийному эсминцу «Сокрушительный» в условиях 9-балльного шторма (с последующим усилением до 10—11 баллов). Всего на корабль удалось перевести 176 человек, из них четверо умерли не приходя в сознание, 9 человек утонули у борта. С 25 ноября по 8 декабря стоял в ремонте — устранение повреждений от шторма. Тогда же демонтировали систему ЛФТИ, которая вышла из строя.
8 марта 1943 года совместно с «Урицким» встречал ПЛ С-55 и С-56, завершавших переход с Тихого океана. В дальнейшем основной задачей корабля становится конвойная служба. 24 июля 1943 года Указом Президиума Верховного Совета СССР эсминец награждён орденом Красного Знамени. В августе-сентябре корабль прошёл текущий ремонт на завод № 402 в Северодвинске, в ходе которого было заменено 50 % трубок котлов, усилена зенитная артиллерия (добавлено два Эрликона), установлена гидроакустическая станция «Дракон-128с» и обмотки размагничивания. До середины 1944 года в основном участвовал в эскортировании конвоев и имел несколько контактов с вражескими подводными лодками, но определить достоверный факт уничтожения хотя бы одной субмарины не удалось. 6 июня 1944 года встал на средний ремонт на СРЗ-35 в Росте, который продлился до 6 апреля 1945 года. Единственной в 1945 году и последней боевой операций «Куйбышева» в войне стала встреча союзного конвоя JW-66 25 апреля 1945 года.

### Послевоенный период
В 1947 году на корабле в экспериментальных целях была установлена система успокоителей качки (управляемые боковые рули). Далее, на протяжении последующих двух лет на эсминце прошли испытания три типа таких рулей. В качестве корабля-мишени участвовал в испытании атомного оружия у берегов Новой Земли 21 сентября 1955 года (1200 м от эпицентра). Корабль не получил серьёзных повреждений, которые повлияли бы на его боеспособность (исключая, конечно, радиоактивное заражение). Разобран на металл в Архангельске в 1957—1958 гг.

## Командиры
- В. Е. фон Эмме (1929);
- Нествед (1931);
- Капитан 3 ранга С. С. Рыков (6 мая 1932 — конец 1937)[12][13];
- Капитан-лейтенант М. Г. Иванов (март 1938 — август 1939);
- Капитан-лейтенант Е. М. Крашениннеков (1939 — 1940);
- Старший лейтенант, капитан-лейтенант С. Н. Максимов (22 июня — 21 сентября 1941);
- Капитан-лейтенант А. И. Андреев (21 сентября 1941 — 15 июля 1942);
- Капитан-лейтенант, капитан 3 ранга П. М. Гончар (15 июля 1942 — 6 марта 1944);
- Капитан 3 ранга Е. Т. Кашеваров (3 марта — 13 июля 1944);
- Капитан 3 ранга А. А. Анитропов (13 июля — 4 сентября 1944);
- Капитан-лейтенант, капитан 3 ранга Н. И. Богданов (4 сентября 1944 — 9 мая 1945)[1].

## Служили на корабле
- Якимов, Александр Авдеевич (1904—1971) — с мая 1929 по июнь 1930 года старший инженер-механик эсминца, впоследствии начальник научно-технического комитета ВМФ, инженер-контр-адмирал. Васюков, Лев Яковлевич (1928—2000) — с 1950 по 1953, штурман эсминца; впоследствии контр-адмирал.